# Questa (Nouveau-Mexique)
Questa est un village du comté de Taos, au Nouveau-Mexique, aux États-Unis. La population s'élève à 1 770 habitants selon le recensement de 2010. Le village dispose de sentiers dans les gorges du Rio Grande, lieu de la pêche à la truite et des lacs de montagne avec des sentiers accédant aux montagnes Sangre de Cristo, qui surplombent la région. Au niveau de la "Porte du monument du Rio Grande del Norte", ses visiteurs peuvent conduire jusqu'à un point de vue sur la rivière Rouge rencontrant le Rio Grande dans la profondeur de la gorge. La forêt nationale Carson est parallèle à Questa à l'est. Le Columbine Hondo Wilderness et le Latir Peak Wildness se trouvent dans la forêt nationale de Carson, près de Questa.
Avec une importante population hispanique, l'économie du village était historiquement largement dépendante de l'agriculture et des revenus d'une mine de molybdène Chevron désormais fermée. De nombreux résidents se rendent également à Taos, Red River et Angel Fire pour y travailler dans l'industrie hôtelière.